# Колходой
Колходой (чечен. Калхьада) — покинутый аул в Итум-Калинском районе Чеченской Республики. Ныне улица Колходой села Ведучи.
В селе имелась мечеть.
Расположено на правом склоне ущелья реки Хочаройахк. 
Ближайшие населённые пункты на момент существования аула: на севере — Селеты, Матупа, Ведучи и Шак-Кале, на юге — Гамхой и Автибовти.